# Investigation Discovery
Investigation Discovery (en abréviation I.D.) est une chaîne de télévision américaine appartenant à Warner Bros. Discovery spécialisée dans la diffusion de documentaires reliés à des investigations criminelles (principalement des meurtres) et autres documentaires reliés aux crimes.
La chaîne a des déclinaisons au Canada et en Europe.

## Histoire
La chaîne est lancée le 7 octobre 1996 sous le nom Discovery Civilization Network: The World History and Geography Channel. Elle était l'une des quatre chaînes numériques lancées simultanément par Discovery Communications. Dès novembre 1994, un projet pour cette chaîne nommé Time Traveler était à l'étude.
En avril 2002, New York Times Television et Discovery Communications annonce un partenariat de la chaîne Discovery Civilization Channel. Dès lors, elle est disponible dans 14 millions de foyers. Ce partenariat vise à compléter les spectacles historiques avec de l'actualité et de l'histoire contemporaine. En 2003, la chaîne est renommée Discovery Times et se consacre davantage à la culture américaine. En avril 2006, New York Times Television cède sa participation dans la chaîne à Discovery Communications, mettant un terme à la collaboration.
Le 27 janvier 2008, la chaîne devient Investigation Discovery. Dans le même temps, un site internet dédiée est lancé dont certains contributeurs sont des auteurs de romans policiers, comme David Lohr, Corey Mitchell et Gary C. King.

## Déclinaisons

### Canada
Au Canada, Investigation Discovery est une chaîne spécialisée de catégorie B appartenant à Bell Media.

### France
La chaîne a été lancée en France le 15 décembre 2016 en exclusivité sur SFR et Numéricable.
La chaîne est disponible en avril 2023 sur le Pass Warner sur la plateforme Amazon Prime Video mais également en option sur le pack WB chez l'opérateur FREE,.
Elle est également disponible depuis le 6 juin 2024 sur Orange à la suite de la fin de l'exclusivité entre Discovery et SFR.